# As We Were Dreaming
As We Were Dreaming è un film del 2015 diretto da Andreas Dresen.
Il soggetto è basato sul romanzo del 2006 Eravamo dei grandissimi di Clemens Meyer.
È stato presentato in concorso alla 65ª edizione del Festival di Berlino.

## Trama
Dani, Mark, Rico, Paul e Pitbull trascorrono l'adolescenza nella Germania post-riunificazione tra birra, furti e atti vandalici. Nati nella DDR, i sogni e le ambizioni che avevano da bambini si scontrano con una realtà molto più dura di quella che avevano immaginato, in una nazione che dopo la caduta del muro prova a ritrovare il suo equilibrio.

## Colonna sonora
La colonna sonora è stata pubblicata in Germania nel 2015 dall'etichetta Normal Records.

### Tracce
1. Moderat - A New Error (G. Bronsert, S. Ring, S. Szary) - 6:04
2. Anders Trentemøller - Nightwalker (Trentemøller) - 5:50
3. Josh Wink - Higher State Of Consciousness (Major7 Remix) (J. Winkelmann) - 8:41
4. Marusha - Rave Channel (M. Gleiss, F. Lenz, K. Jankuhn) - 5:16
5. Underground Resistance - The Seawolf (J. Mills, M. Banks) - 5:46
6. Dave Clarke - Wisdom To The Wise (D. Clarke) - 6:05
7. Ramirez - La Musika Tremenda (Remix) (D. Rizzatti, E. Moratto, R. Persi) - 4:39
8. Marusha - Club Arrest (D. Nyman, Marusha) - 7:16
9. Ace of Base - All That She Wants (J. Berggren, Joker, Buddha) - 3:0
10. Roxette - Spending My Time (M.A. Persson, P. Gessle) - 4:33
11. Frankie Lymon & The Teenagers - Why Do Fools Fall in Love (F. Lymon, M. Levy) - 2:16
12. G.B.H. - No Survivors (A.P. Williams, C.D. Abrahall, C.R. Blyth, R.A. Lomas) - 2:33
13. Max Richter - Harmonium (M. Richter) - 4:23
14. Max Richter - From 553 W Elm Street, Logan, Illinois (Snow) (M. Richter) - 0:57
15. Max Richter - Organum (M. Richter) - 3:14
16. Max Richter, Preston Reed, Zack Ware - Cradle Song For A (Interstate B3) (M. Richter) - 2:12
17. Max Richter - Song (M. Richter) - 4:11

## Distribuzione
Dopo l'anteprima del 9 febbraio 2015 al Festival di Berlino, il film è stato distribuito in Germania a partire dal 24 febbraio. In seguito è stato proiettato in altri festival internazionali, tra cui il Festival di Belgrado (6 marzo), l'Hong Kong International Film Festival (25 marzo), il Kaohsiung Film Festival di Taiwan (25 ottobre) e il Chicago International Film Festival (26 ottobre).

### Date di uscita
- Germania (Als wir träumten) - 24 febbraio 2015
- Svizzera (Als wir träumten) - 16 aprile 2015
- Polonia (W rytmie marzen) - 24 luglio 2015
- Francia (Le temps des rêves) - 3 febbraio 2016
- Svezia (Medan vi drömde) - 19 agosto 2016

## Critica
Jay Weissberg della rivista Variety ha definito il film «un dramma che non scende a compromessi, impostato su un'energia anarchica ma che delude con la sua struttura lenta e la mancanza di freschezza». Giudizi analoghi sono stati espressi da Boyd van Hoeij di The Hollywood Reporter, secondo il quale «sembra scorrevole ed è ben interpretato da un giovane cast di volti nuovi, ma non è mai armonico come narrazione, risultando sconnesso e senza direzione come le persone che ritrae», e Lucy Popescu, che sul sito CineVue scrive: «Le eccellenti performance dei giovani attori e la suggestiva fotografia di Michael Hammon sono la principale compensazione di una storia inesorabilmente desolante della giovinezza perduta».

## Riconoscimenti
Nel 2016 il film è stato candidato per l'Orso d'oro al Festival di Berlino. Lo stesso anno, l'autore del montaggio Jörg Hauschild ha ricevuto una candidatura ai Deutscher Filmpreis.